# Królik mały baran

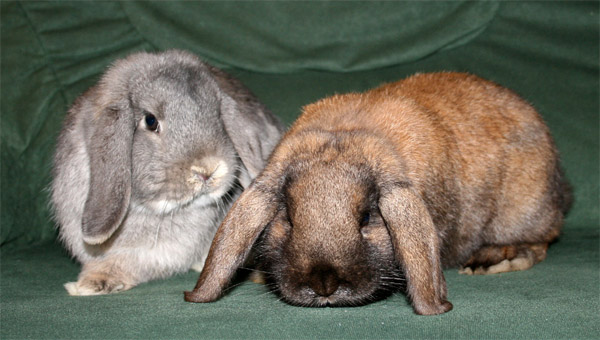
Mały Baran Madagaskarowy i Perłowy

Mały baran – rasa królika charakteryzująca się głównie zwisłouchością i tzw. „koroną” na głowie pomiędzy uszami.. Opadnięte uszy to utrwalona u królików mutacja, będąca podstawą wydzielenia ras tzw. baranów. Króliki te mogą występować w odmianach: szary, żelazisty, czarny, niebieski, hawana, madagaskarowy, szynszylowaty, żółty, srokacz, biały czerwonooki i biały niebieskooki, a także mogą występować w barwie czerwonej. Każda z nich może występować zarówno w wersji krótko- jak i długowłosej.
Długość życia to 8–10 lat. Rasa ta jest uznawana za jedną z najweselszych i najbardziej rozbrykanych.